# Murursprung
Koordinaten: 47° 7′ 48,1″ N, 13° 20′ 49,8″ O
Der Murursprung ist eine Quelle der Mur. Sie liegt bei Muhr im Lungau im Land Salzburg.

## Lage und Landschaft

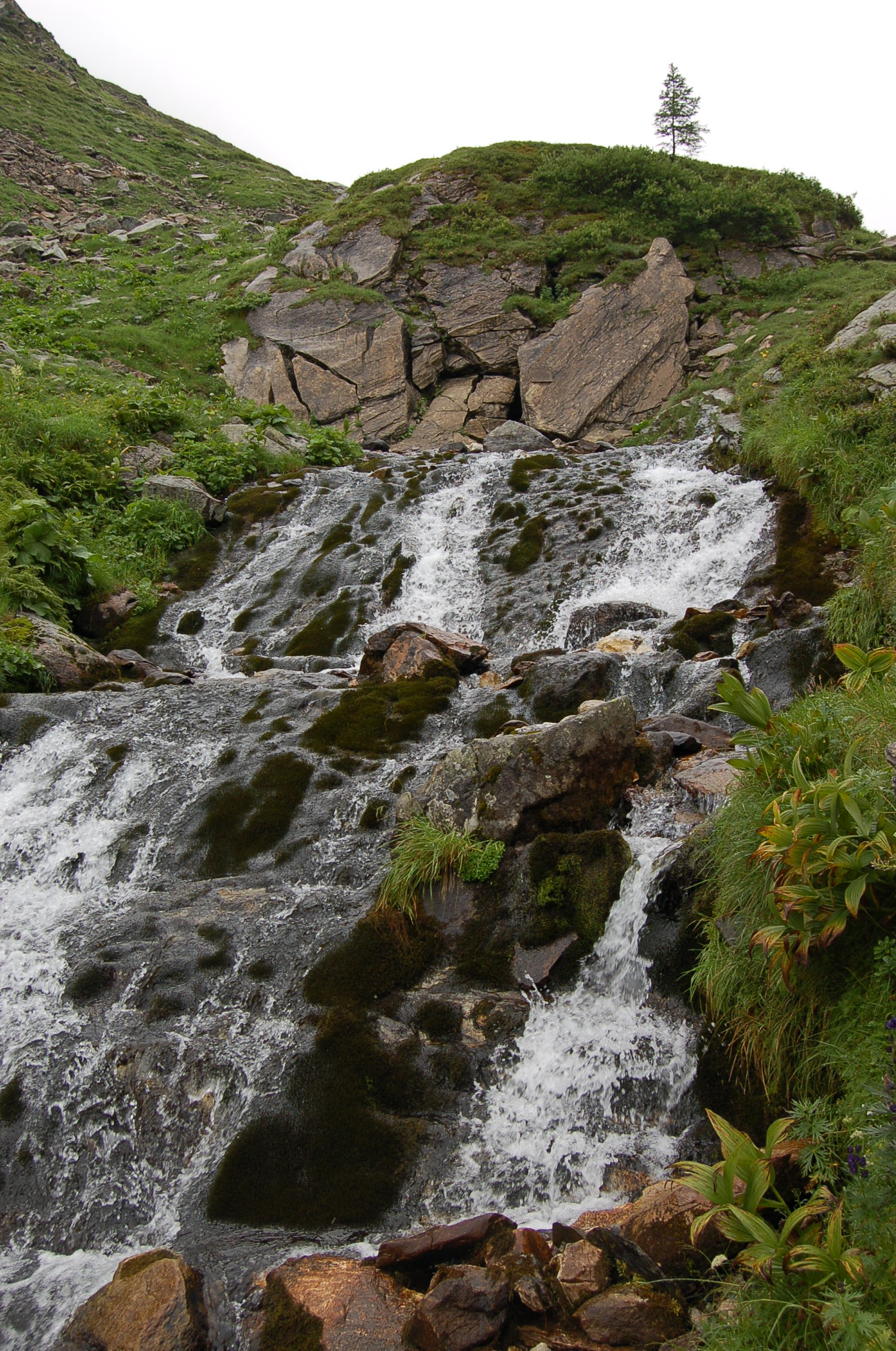
Die ersten Stufen nach der Quelle

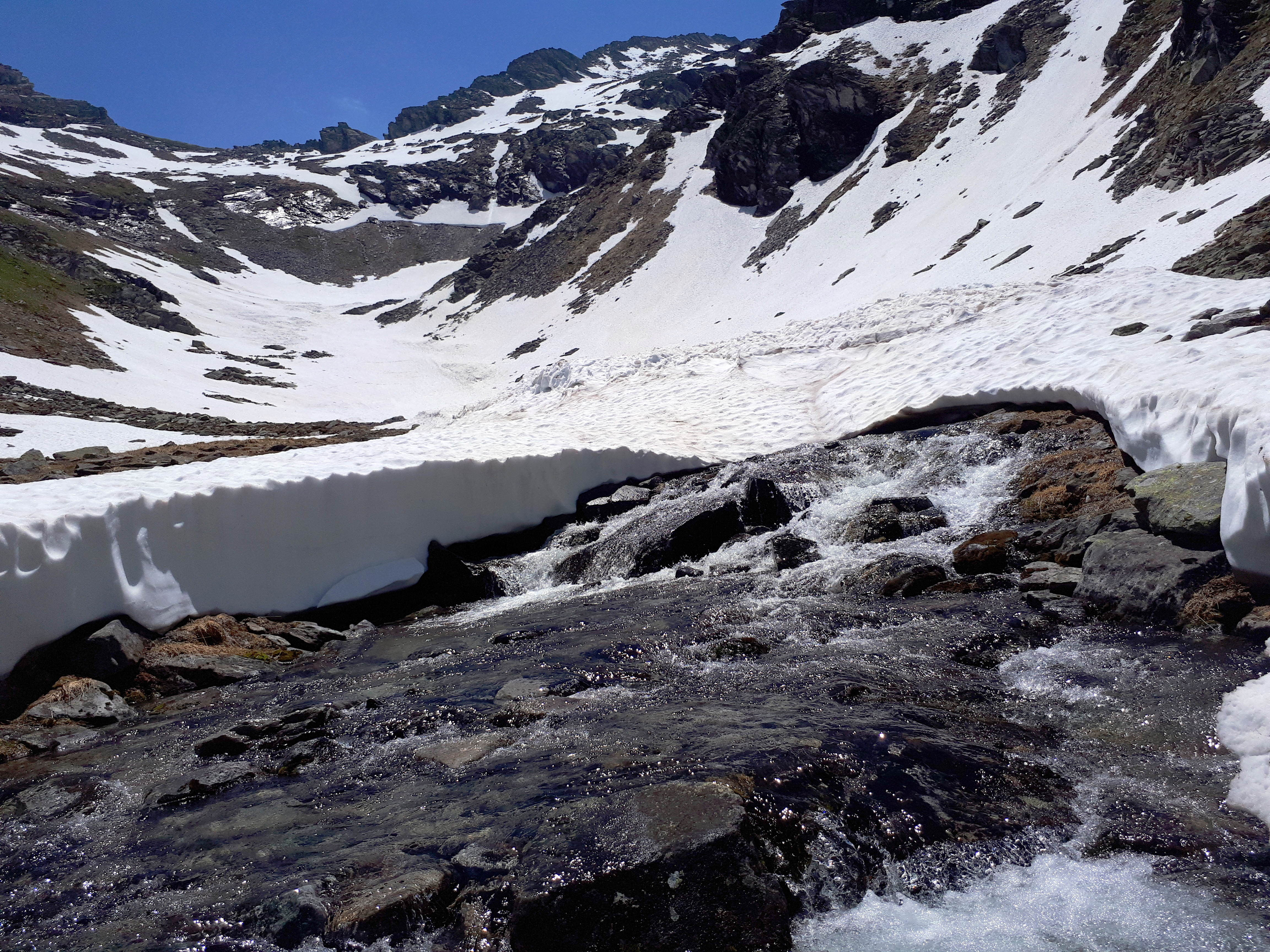
Oberste Quelle am 22. Juni 2021

Die Murquelle liegt im hintersten Muhrtal (Murwinkel), am Ostfuß des Mureck (2402 m ü. A.), einem Gipfel der Ankogelgruppe der Hohen Tauern zwischen Schöderhorn (Großes Mureck, 2475 m ü. A.) und Murtörl (2260 m ü. A.). Die Talung heißt Schmalzgrube, und erstreckt sich zwischen dem Schöderhorn und dem Frauennock (2678 m ü. A.). Von hier rinnt die Mur anfangs nordostwärts, bevor sie bei der Sticklerhütte südostwärts knickt, und dann in Folge in der Mur-Mürz-Furche bis Bruck ostwärts und dem Murdurchbruchstal in der Obersteiermark südwärts fließt.
Tatsächlich ist diese Quelle nicht die oberste Quelle, diese liegt als Schuttquelle 900 Meter südlich an Frauennock und Marchkareck (2661 m ü. A.) als Talschluss. Sie kommt auf ca. 2050 m ü. A. aus dem Blockschutt schon länger verschwundener Gletscher. 
Die Quelle Murursprung, die deutlich kräftiger schüttet, liegt auf 1898 m ü. A. rechts oberhalb des Gerinnes an einer Felsbank, und ist eine Schichtquelle, die direkt aus dem Gestein entspringt. Sie gehört zu einem Kartal, das von Osten von der Rosskarscharte (2388 m ü. A.) und der Langen Wand des Rosskarzugs kommt.

## Hydrographie und Geologie
Die Quelle liegt direkt an einer der großen Bruchlinien, die das Tauernfenster der Hohen Tauern umgeben. Die Berge der Ankogelgruppe bestehen hier aus Zentralgneis (Granitpluton der Hafnergruppe), das sind paläozoische, um die 450 bis 300 Millionen Jahre alte Reste des variszischen Grundgebirges der Alpen („Urgestein“). Dabei ist das Schöderhorn Forellengneis (Hölltor-Kern), der Frauennock Plagioklasgranit (Hölltor-Rotgülden-Kern). Vom Mureck zur Rosskarscharte zieht sich Granitgneis (Mureckschuppe). Direkt nördlich auf Höhe des Murtörls beginnt dann die peripäre Schieferhülle des Tauernfensters, alte ozeanische Sedimente der Thetys aus Oberkarbon bis Perm (grob um die 300 Mio. Jahre). Die Mureckschuppe wird tektonisch schon zu Serie der Murtörl-Gruppe gerechnet. Dazwischen eingelagert sind kalkige Sedimente (Silbereck-Serie), die man im Malm (Oberjura, vor ca. 150 Mio. Jahren) vermutet, und die im Zuge der Alpenbildung von der Schieferhülle überschoben wurde.
Die Silbereck-Serie ist ein Dolomit, unterlagert von Kalkmarmor – hier Silbereckmarmor genannt – auf Quarzit, und überlagert von verschiedenen Schiefern. Man datiert den Kalkmarmor Oxfordium bis Kimmeridgium.
Diese jurassischen Karbonatgesteine fallen mit 50° nach Norden ein. Während der Dolomit recht beständig ist und charakteristische Geländestufen bildet, ist der Kalkmarmor verkarstet und daher wasserführend. Die Silbereck-Serie bildet auch das Tal, das sich zur Rosskarscharte hinaufzieht.
Das von Frauennock kommende Gerinne versitzt in diesem Kar auf etwas unter 2300 m in einer Dolinengruppe, Murschwinde genannt. Vermutlich kommt von dort das Wasser der Murursprungs-Quelle. Im Kar wurden etliche Höhlen festgestellt.
Zwischen Langer Wand und Frauennock liegt noch ein Kar, das sich zum Rosskar nördlich zieht. Es wird von der in südlicher Richtung treppenartig ansteigenden Rosskarstörung gebildet, die tief in den Kristallin eingreift. Hier liegt ein kleiner Karsee, der wohl weder zur Schmalzgrube, noch zum Rosskar nördlich – wo ein weiterer Karsee aus eine Quelle gespeist wird – entwässert, sondern vermutlich ostwärts Richtung Muritzenbach.

## Alpinismus
Der landschaftlich reizvolle Murursprung wurde schon in der Frühzeit des Alpinismus gern aufgesucht.
Heute führt hier der Weg von der Sticklerhütte über die Schwarzseen – Weinschnabel zum Kölnbreinspeichersee vorbei (Variante des Zentralalpenwegs 02).
Die Quelle liegt schon im Nationalpark Hohe Tauern und im Biosphärenpark Lungau–Nockberge.